# Mariano Santillán
Mariano Santillán fue un político argentino, que ejerció como Gobernador de Santiago del Estero entre el 30 de octubre de 1878 y el 1 de diciembre de 1879.
Nació en Santiago del Estero, en el seno de una familia adinerada. Se casó con Florinda Palacio Santillán, hija de una hermana. Su hermano fue Gregorio Santillán y su hijo José Domingo, también fueron gobernadores.
Fue nombrado Gobernador ante la renuncia de José Baltasar Olaechea, de un inestable período de gobierno. En su corto período de gobierno, comenzó la construcción del canal La Cuarteada, que disminuiría el canal del río Dulce, y se inaugura un importante ingenio azucarero.